# Paul van Somer
Paul van Somer (Anversa, 1576 ca. – Londra, 1621) è stato un pittore fiammingo.

## Biografia

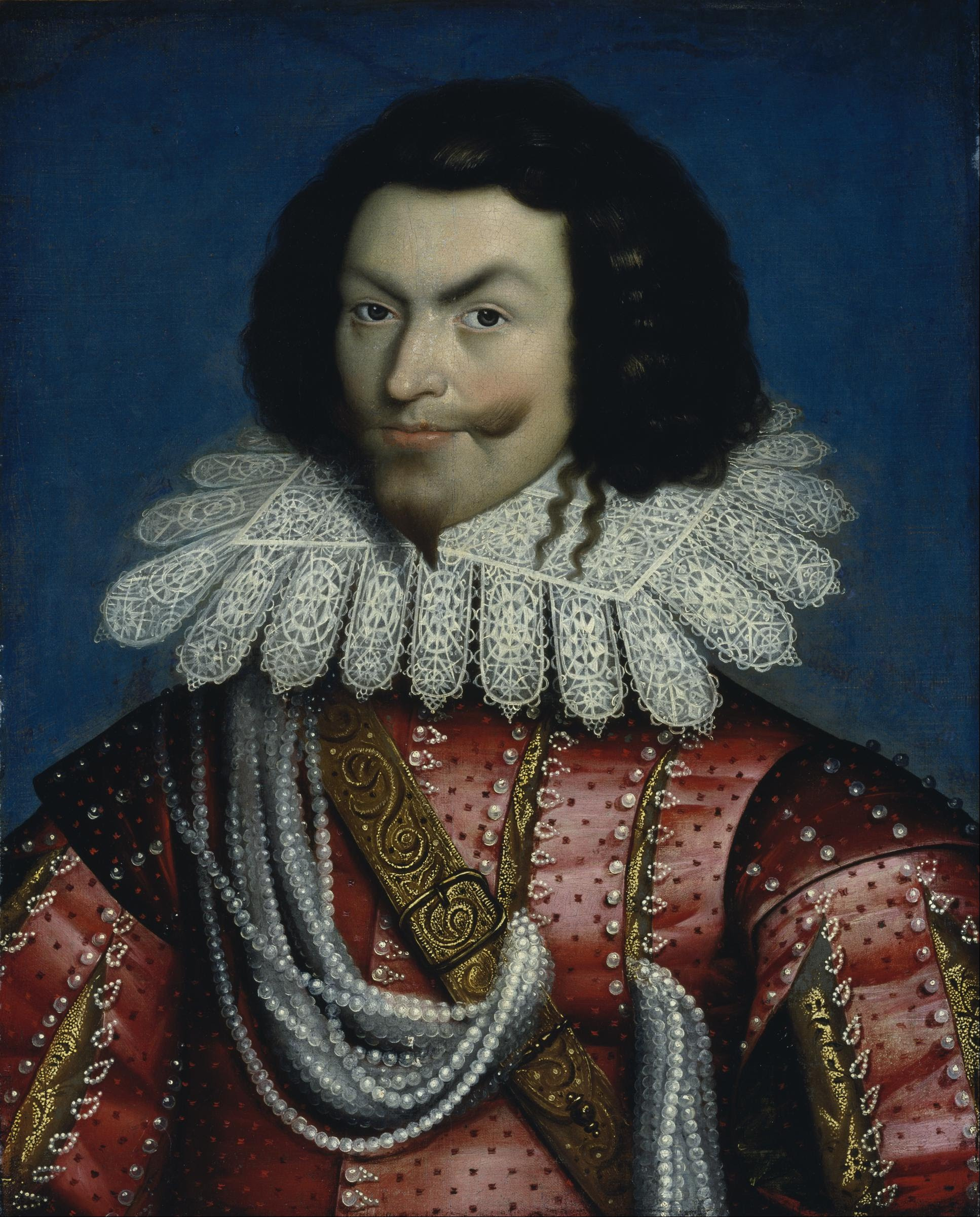
George Villiers, 1st Duke of Buckingham, Houston Museum of Fine Arts

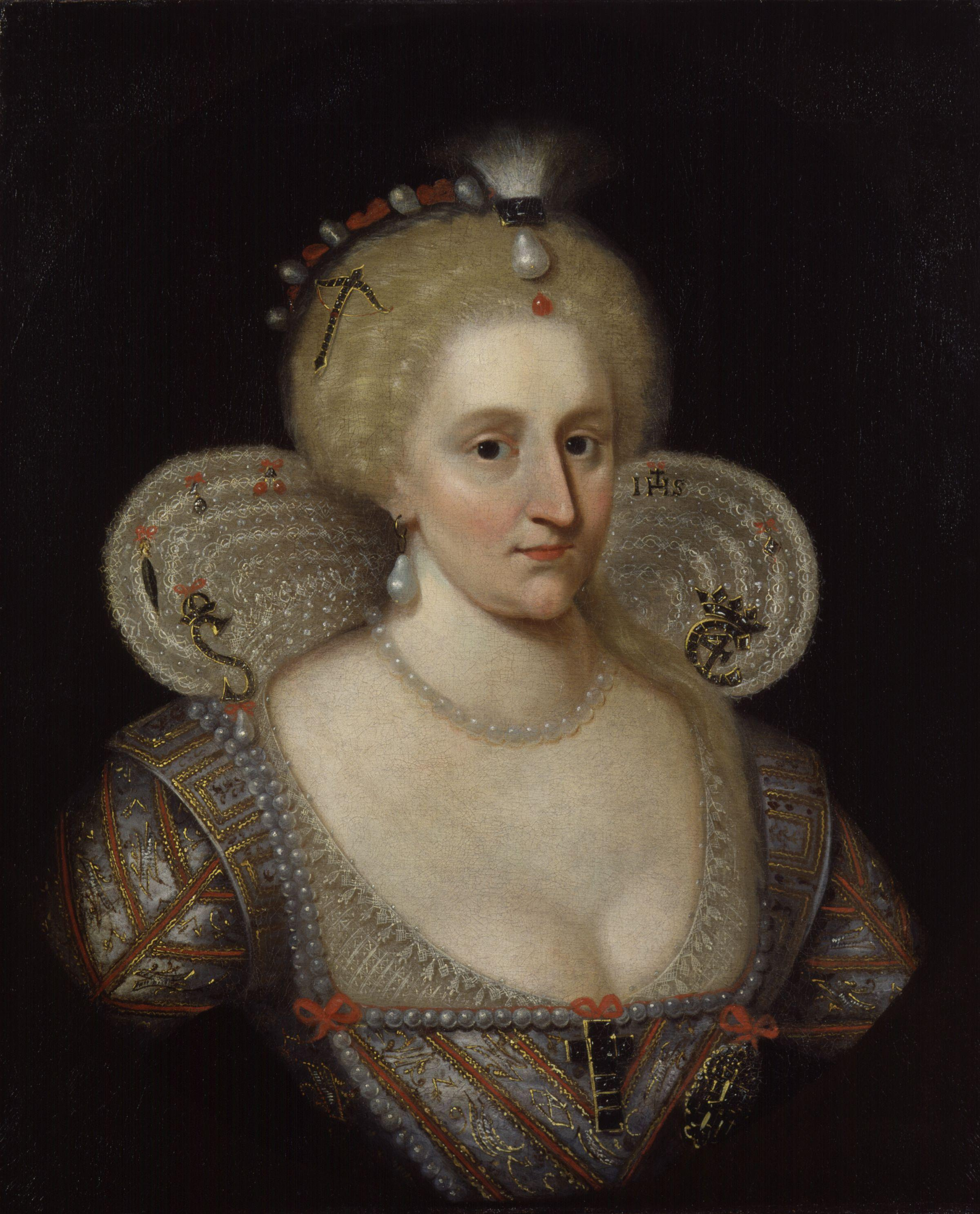
Regina Anna di Danimarca, 1617 National Portrait Gallery

Secondo van Mander, Paul van Somer ha lavorato ad Anversa nel 1604, poi ad Amsterdam insieme a suo fratello Bernard van Somer. 
Nel 1606 si recò a Londra, dove divenne pittore ufficiale della regina Anna, moglie di Giacomo I d'Inghilterra. Tra i suoi dipinti si ricorda il Ritratto della regina Anna del 1617, ora alla National Portrait Gallery di Londra.
I suoi ritratti dell'aristocrazia inglese si collegano stilisticamente con i ritratti di Daniel Mytens e di Marcus Gheeraerts il Giovane.
I suoi dipinti, eseguiti prima dell'arrivo in Inghilterra di Antoon van Dyck, si collocano ancora nella tradizione cinquecentesca. Soggiornò a Leida dal 1612 al 1614, poi a Bruxelles nel 1616 e tornò a Londra nello stesso anno.
Il Ritratto di Thomas, lord Windsor del 1620, ora in deposito al National Museum of Wales di Cardiff, è un buon esempio dell'ultima fase della sua maturità.